# Melchior von Büren (Domherr, † 1546)
Melchior von Büren (* um 1480 in Davensberg; † 8. August 1546 in Münster) war Domherr, Domkantor und Domkellner in Münster.

## Leben

### Herkunft und Familie
Melchior von Büren entstammte dem westfälischen Adelsgeschlecht Büren, das zeitweise eines der mächtigsten im Bistum Paderborn war und dessen Angehörige sich während der Reformation überwiegend zum Calvinismus bekannten. Bis auf den Paderborner Domherrn Bernhard von Büren († 1580), der evangelisch war, gehörten die Dignitäten des Hauses von Büren dem katholischen Glauben an.
Melchior war der Sohn des Balthasar von Büren. Dieser hatte in den Jahren 1497 bis 1510 die Pfarrkirche St. Anna in Davensberg errichten lassen.
Melchiors Mutter war Elisabeth von Wickede. Sein Bruder Johann († 1544) war Erbe der Burg Davensberg und mit Maria von Coevorden verheiratet. Sie waren die Eltern des Domherrn Balthasar von Büren und der Erböchter Agnes und Johanna. So fiel der Besitz an die Familien Morrien und Wulff zu Füchteln. Melchiors Bruder Wilhelm war mit Berta von Raesfeld verheiratet. Deren Sohn Arnold (1536–1614) war Domdechant in Münster.

### Werdegang und Wirken
Im Jahre 1501 studierte er an der Universität Bologna und wird als Domherr zu Münster erstmals am 22. Dezember 1503 genannt. Am 31. Juli 1511 kam er in den Besitz der Propstei in Dülmen. Er übte das Amt des Domkellners seit 1512 aus und leistete hierfür am 25. Juli 1514 seinen Eid. In dieser Funktion war er für die wirtschaftlichen Belange des Domkapitels verantwortlich. Das Archidiakonat Albersloh wurde ihm vom Bischof im Januar 1528 übertragen. Melchior hielt sich in Telgte auf, als die Wiedertäufer am 2. Weihnachtstag 1532 die Stadt überfielen. Der Wiedertäuferkönig Johann von Leiden wohnte in den Jahren 1533 bis 1535 in seiner münsterschen Kurie. Auf die mit dem Archidiakonat Albersloh verbundene Domkantorei verzichtete er im Jahre 1543 zugunsten seines Neffen Melchior, während er weiterhin das Amt des Domherrn ausübte und auch als Domsenior tätig war. Melchior lebte mit seiner Magd Anna Hilmering in einem Konkubinat. Bei ihrem Tode am 12. Oktober 1541 hinterließ sie ihm drei Söhne und vier Töchter. Nach Melchiors Tod erhielten viele Stiftungen für Arme oder auch das Paulinum Münster Zuwendungen aus seinem Nachlass. Seine Kinder sind ebenfalls mit Zuwendungen bedacht worden.

### Sonstiges
Melchior ließ im münsterischen Dom einen Epitaphaltar errichten. Dieser wurde in der Zeit der Wiedertäufer stark zerstört, aber auf Melchiors Kosten restauriert. 1663 wurde der Altar wegen des Baues der Galenschen Kapelle entfernt. Ende des 17. Jahrhunderts gelangten Teile in die Pfarrkirche zu Mesum, wo sie – in stark veränderter Form – bis zum Ende des 19. Jahrhunderts verblieben. Das Relief mit der Anbetungsszene wurde 1907 vom Westfälischen Landesmuseum erworben. Hier ist es noch in der Margarethenkapelle zu besichtigen.
In der Pfarrkirche St. Anna in Davensberg befindet sich ein Epitaphaltar, den Melchior als Memorienstein von Johann Brabender anfertigen ließ.

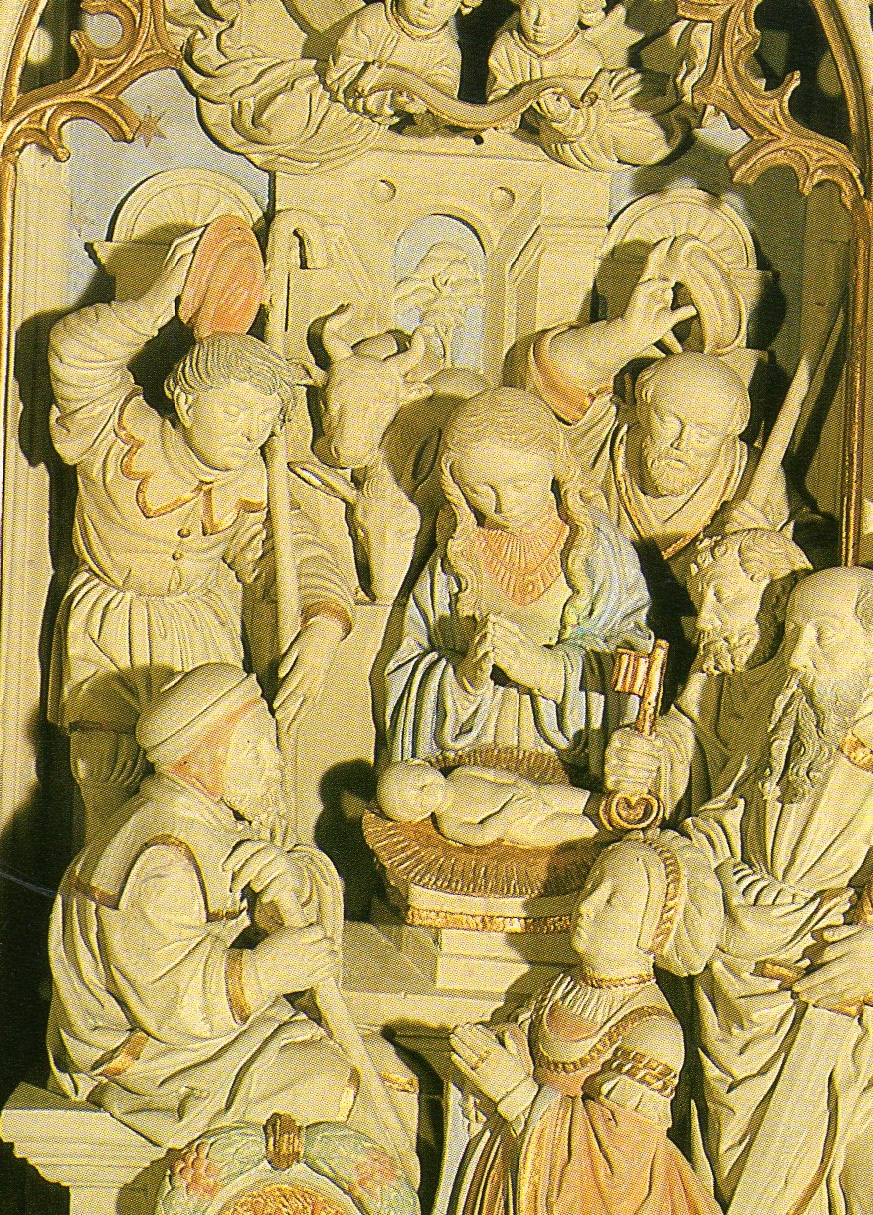
Brabender-Altar St. Anna Davensberg, gestiftet von Melchior von Büren